# Mats Rehn
Mats Erik Otto Rehn, född 16 oktober 1943 i Stockholm, är en svensk författare och lektor.

## Historisk forskning
I doktorsavhandlingen Jack London i Sverige: studier i marknadsföring och litterärt inflytande, (1974) redogör Rehn för Jack Londons osedvanliga succé på den svenska bokmarknaden i början av 1900-talet. Rehn beskriver hur Londons böcker marknadsfördes och hur de togs emot, och han försöker även förklara hur ett antal svenska författare påverkades av böckerna i sina författarskap.
Rehn har gjort flera historiska studier av stadsdelen Hjorthagen i Stockholm. Han skriver om denna industriförort, dess människor och industrier i följande böcker: Boken om Värtan: en idrottsklubbs framväxt i Hjorthagen under 1900-talet (med Leif Norrman, 1974; utvidgad upplaga 1994), Kraften från Värtan: liv och arbetskraft i Värtan och Hjorthagen under 90 år (1993), Värtaverket 1903-2003 (med Christina Wallskog, 2003), samt Hjorthagen och runtomkring (2011), med ny utvidgad upplaga 2019.. I februari 2014 utkom romanen "Hjorthagsprästen" av Gunilla Giertta Rehn och Mats Rehn. Huvudperson är CA Rehn (1865 - 1913). 2015 kom en fristående fortsättning: "Född i Hjorthagen" och 2021 fullbordades trilogin om Hjorthagen med "Lyckan bor i Abessinien". Abessinien är folkhumorns ord för den funkisstadsdel som byggdes i södra Hjorthagen 1935-37.
Rehn skriver dessutom kontinuerligt om Värtans IK och om Hjorthagen, ofta med ett historiskt perspektiv, i Värtans IK:s klubbtidning Värtabladet.

## Karriär
Rehn undervisade mellan 1974 och 2008 som lektor i svenska och historia på Åva gymnasium i Täby kommun, vars historia avhandlas i Rehns bok Åva: en skolas historia (2009).
2011 var han med i Morgonsoffan med Tilde de Paula ditbjuden av sin gamle elev Kristian Luuk.

## Föreningsliv
Rehn har varit ordförande (1967 - 2022) i föreningen Värtans IK som bedriver fritidsverksamhet, bland annat inom fotboll, bowling och innebandy. Hans tid som ordförande har inneburit en bred och omfattande ungdomssatsning, där rekryteringen av ungdomsspelare har vidgats från Hjorthagen till närliggande stadsdelar. 
Med sin fru Gunilla Giertta-Rehn driver Rehn teaterföreningen Teater GAAS. De har tillsammans författat ett antal pjäser, bland annat Azur (2006), Ridå (2007) och Bortbytingen (2008), Gasverksvillan (2009), Hjorthagsprästen (2011), Lyckan bor i Abessinien (2018) och "Hjorthagen 1939" (2019).